# Коянды (горы)
Коянды, Кайынды — низкогорье на юго-западе Сарыарки. Абсолютная высота 569 м. Протяжённость 10—12 км, ширина 7—10 км. Горы сложены элювиально-делювиальными породами палеозоя. Склоны гор изрезаны оврагами и балками. Растительность ковыльно-типчаковая, встречается караган и др. кустарники. До 1924 в районе Коянды ежегодно проводилась Кояндинская ярмарка, имевшая большое значение в развитии торговли в казахской степи.